# Jessamine County
Jessamine County is een county in de Amerikaanse staat Kentucky.
De county heeft een landoppervlakte van 448 km² en telt 39.041 inwoners (volkstelling 2000). De hoofdplaats is Nicholasville.

## Bevolkingsontwikkeling

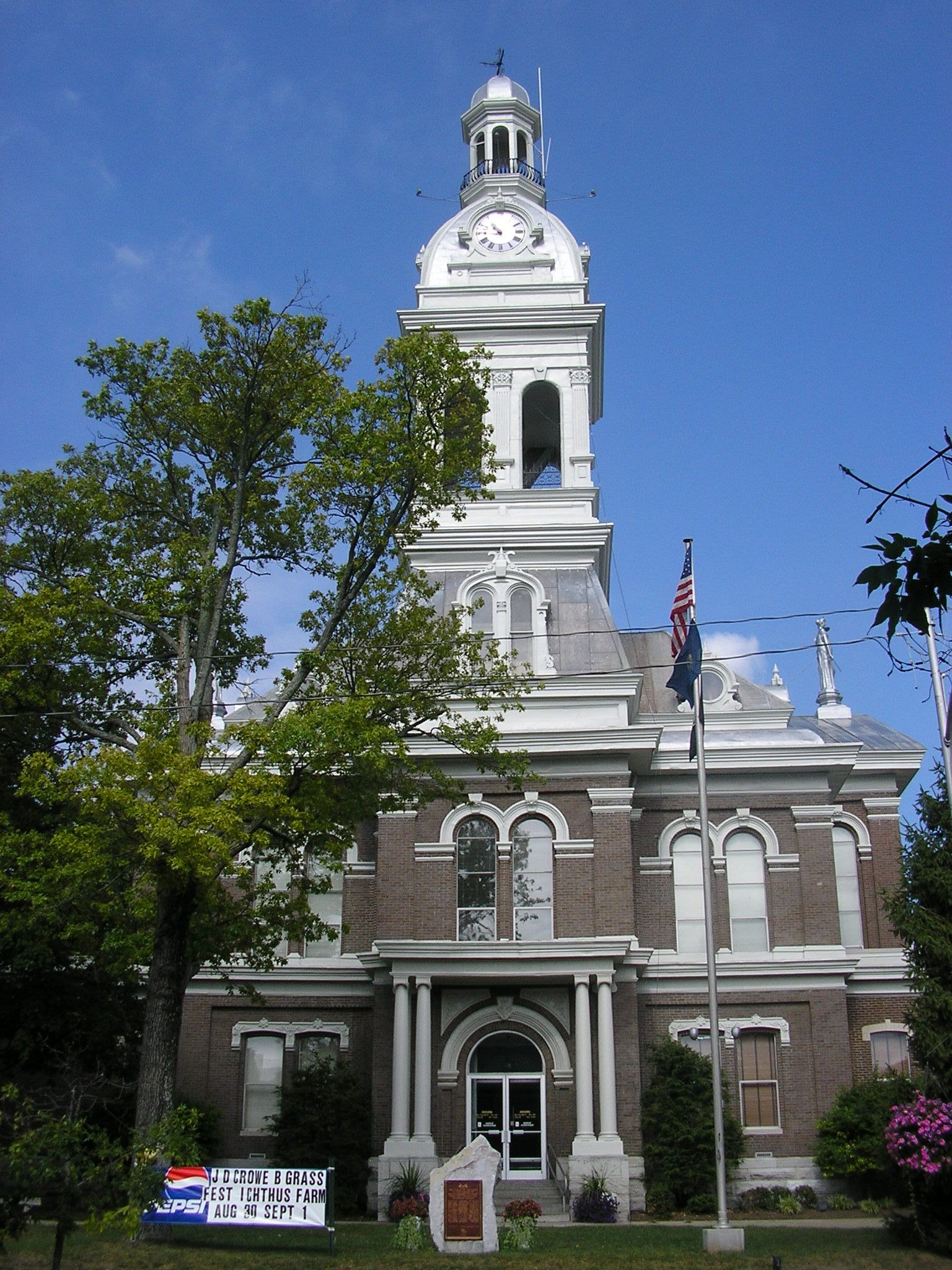
Jessamine County Courthouse